# Nymphes (insecte)
Pour les articles homonymes, voir Nymphes et Nymphe (homonymie).
Genre
Nymphes est un genre d’insectes neuroptères (ou névroptères) de la famille des Nymphidae.

## Liste d'espèces
- Nymphes aperta (ceb)
- Nymphes modesta (ceb)
- Nymphes myrmeleonides
- Nymphes nigrescens (ceb)
- Nymphes paramyrmeleonides (ceb)
- † Nymphes georgei (en)[2]